# Смрт 12 бањалучких беба
Смрт 12 бањалучких беба је догађај који се десио у мају и јуну 1992. године током распада Југославије и рата у БиХ, када је на одељењу за интензивну негу у бањалучком породилишту умрло 12 новорођенчади услед недостатка кисеоника потребног за адекватан третман. Несташица је била последица блокаде српске територије од стране хрватских и муслиманских војних снага у рејону Семберије на североистоку БиХ. Ове смрти као и све већа несташица основних животних потрепштина су биле разлог за велику војну операцију „Коридор“, где су се снаге Војске Републике Српске сукобиле са хрватским (ХВ и ХВО) и муслиманским (АРБиХ) војним снагама. Сукоби су трајали од 14. до 26. јуна 1992. године и завршили су се пробојем блокаде. Касније у народу ова историјска војна победа је названа "Коридор живота", јер је омогућила нове животе, како је и сам генерал ВРС Момир Талић рекао: "Нећу да дјеца више умиру".

## Опширније
Сам град и околина Бања Луке нису имала ратна дешавања, али су се у близини Бања Луке водиле жестоке борбе српских војника против муслиманских и хрватских, које су углавном дјеловале скупа. Војска Републике Хрватске је такође извршила агресију на Босни и Херцеговину, прво у североисточним деловима БиХ око Брчког, Оџака и Орашја, а потом у југозападним деловима БиХ: Чапљина, Дувно, Ливно, Купрес. Поред хране, у Бања Луци је недостајало највише медицинског и санитетског материјала. У то време су хрватске и муслиманске војне снаге под блокадом држале „посавски коридор“, који је повезивао западни дио Републике Српске и Републику Српску Крајину са источним дијелом и Србијом. Овим је било онемогућено да се потребан кисеоник до Бање Луке достави копном. Једини пут којим је кисеоник било могуће доставити је ваздушни, али због увођења санкција Савезној Републици Југославији од стране Савета безбедности, авиону који је требало да из Београда достави кисеоник за Бању Луку није био дозвољен лет.
Упућени су многи апели за помоћ путем радија, телевизије, Гласа Српског и осталих новина, али иако су представници УНИЦЕФ-а и осталих међународних хуманитарних организацијама били добро упознати са овим проблемом, авион са боцама кисеоника је неколико дана чекао дозволу за полетање коју на крају није добио. Недуго затим због недостатка кисеоника умире 12 новорођенчади на Клиници за дечје болести у Бањој Луци. Иако су доктори покушали да употребе „индустријски кисеоник“ којег су добили од ВРС и неколико приватних предузетника, као и од неколико грађана, то је било недовољно да се бебе спасу.
Након седам дана од датума смрти последње умрле бебе, Војска Републике Српске заједно са јединицама Српске Војске Крајине успоставља коридор са Србијом, којим се од тада кисеоник редовно могао достављати и омогућено је боље снабдевање западних српских земаља. Две бебе из Бања Луке су успеле да преживе али не задуго и не без последица.

## Подаци о умрлим бебама
Следи преглед података о умрлим бебама:
| Име мајке          | Пол    | Рођење       | Смрт        | Име бебе |
| ------------------ | ------ | ------------ | ----------- | -------- |
| Душанка Ђукелић    | мушко  | 22. 5. 1992. | 22. 5.1992. | Ненад    |
| Живка Кнежевић     | мушко  | 22. 5. 1992. | 23. 5.1992. | Никола   |
| Фата Дедић         | мушко  | 23. 5. 1992. | 27. 5.1992. | -        |
| Жељка Тубић        | мушко  | 19. 5. 1992. | 28. 5.1992. | Бојан    |
| Зилха Мурица-Делић | женско | 1. 6. 1992.  | 1. 6.1992.  | -        |
| Нађа Пушкар        | женско | 29. 5. 1992. | 1. 6.1992.  | Раиса    |
| Сафета Медић       | женско | 26. 5. 1992. | 2. 6.1992.  | Емина    |
| Драгослава Марић   | мушко  | 3. 6. 1992.  | 5. 6.1992.  | Данијел  |
| Драгица Комљеновић | женско | 24. 5. 1992. | 7. 6.1992.  | Душана   |
| Милена Сандић      | женско | 15. 6. 1992. | 16. 6.1992. | Радијана |
| Маида Ђуран        | мушко  | 17. 6. 1992. | 17. 6.1992. | Маид     |
| Грозда Рауш        | мушко  | 28. 5. 1992. | 19. 6.1992. | Владимир |

## Преживеле бебе
- Слађана Кобас; рођена 18. јуна 1992. године и једина је преживела беба од 22. маја до 19. јуна 1992. године. Због недостатка кисеоника озбиљно јој је било нарушено здравље, па је имала трајно оштећење вида, мозга и плућа, а касније се безуспешно борила и са раком костију. Слађана Кобас је преминула 9. фебруара 2006.[1] године у 13. години живота. Сахрањена је 11. фебруара 2006. у Приједору.[10]
- Марко Медаковић; рођен 21. јуна 1992. године, након рођења је био без кисеоника око 10 минута што је довело до тога да дише са трећином плућа, церебралне парализе, хематома на мозгу и кривљења кичме. О њему је Сњежана Брезо снимила документарни филм који је приказан на Берлинском филмском фестивалу.[11]